# 공진기 양자 전기역학
공진기 양자 전기역학 ( 공진기 QED )은 공진기(cavity) 안의 광자와 원자 또는 기타 입자 사이의 상호 작용에 대한 연구이다. 빛이 양자역학적인 성질을 지니게 되는 물리적 상황을 기술하게 되며, 원칙적으로 양자 컴퓨터를 구성하는 데 사용할 수 있다.
공진기에 있는 2준위 원자의 경우는 Jaynes-Cummings 모델 에 의해 설명되며 진공 Rabi 진동(vacuum Rabi oscillations)을 겪는다. 이는 들뜬 원자와 {\displaystyle n-1} 개의 광자로 이루어진 상태와 바닥 상태의 원자와 및 {\displaystyle n} 개의 광자를 가진 상태 사이의 진동이다. ({\displaystyle |e\rangle |n-1\rangle \leftrightarrow |g\rangle |n\rangle })
공진기가 2준위 원자와 공명 상태에 있는 경우 (즉 공진기의 주파수와 원자 전이 주파수가 같은 경우), 초기에 광자가 존재하지 않는 상황에서 시작하는 주기의 반 만큼의 진동은 원자 (혹은 큐비트)의 바닥 상태와 들뜬 상태를 결맞게 교환한다.{\displaystyle (\alpha |g\rangle +\beta |e\rangle )|0\rangle \leftrightarrow |g\rangle (\alpha |0\rangle +\beta |1\rangle )}에너지나 결맞음을 잃게 할 수 있는 다른 물리적 작용들에 의해 제한받지 않는 한 이는 여러번 반복될 수 있다. 따라서 위 상황은 단일 광자 광원(들뜬 원자로 시작)으로 사용되거나 원자 또는 포획된 이온 양자 컴퓨터 와 광학 양자 통신 사이의 인터페이스로 사용될 수 있다.
반주기 만큼의 진동뿐 아니라 일반적으로 공진기 안에서의 원자와 광자 사이의 상호작용은 원자와 공진기 안의 전자기장 사이의 얽힘을 만든다. 예를 들어, {\displaystyle |e\rangle |0\rangle } 에서부터의 1/4주기만큼의 상호작용은{\displaystyle (|e\rangle |0\rangle +|g\rangle |1\rangle )/{\sqrt {2}}}의 최대로 얽힌 상태 ( 벨 상태 )를 생성한다. 이것은 원칙적으로  포획된 이온 양자 컴퓨터 와 수학적으로 동등한 양자 컴퓨터 로 사용될 수 있는데, 음향양자를 공진기의 광자로 대체하게 된다.